# Америчка јахта у Сплитској луци
„Америчка јахта у Сплитској луци” је југословенски и хрватски ТВ филм из 1969. године. Режирао га је Георгиј Паро а сценарио су написали Милан Беговић и Ивица Иванец.

## Улоге
| Глумац             | Улога                   |
| ------------------ | ----------------------- |
| Здравка Крстуловић | Феба, Американка        |
| Ета Бортолаци      | Контеса Кате Де Милеси  |
| Хелена Буљан       | Диђета Дунда, кројачица |
| Јелица Влајки      | Воћарица                |
| Ивица Видовић      | Конте Кеко              |
| Шпиро Губерина     | Конте Моме, Кеков стриц |
| Иво Кадић          | Конте Руђе, Кеков стриц |

Остале улоге  ▼
| Глумац          | Улога                        |
| --------------- | ---------------------------- |
| Никша Стефанини | Филип Тудор, Фебин отац      |
| Бранко Боначи   | Дон Вице                     |
| Ивица Кунеј     | Лее Прентице, Фебин заручник |
| Звонко Лепетић  | Поштар                       |